# Morti nel 2014
| Questa pagina contiene informazioni ricavate automaticamente dalle voci biografiche con l'ausilio del template Bio e di un bot. L'aggiornamento è periodico e automatico e ricostruisce completamente la pagina. Se manca una persona in questa lista, sei pregato di non aggiungerla, ma accertati piuttosto che la sua voce biografica contenga il template Bio e che i dati anagrafici siano correttamente compilati. Se il template Bio manca, inseriscilo tu stesso o, in alternativa, metti l'avviso {{tmp\|Bio}} che ne segnala la mancanza. Se i dati riportati sono sbagliati, correggi direttamente la voce biografica; le modifiche saranno visibili in questa lista entro pochi giorni. Per chiarimenti vedi il progetto biografie. La lista contiene solo le 2.062 persone che sono citate nell'enciclopedia e per le quali è stato implementato correttamente il template Bio. Pagina aggiornata al 10 ago 2025. |

## Senza giorno specificato(22)
- Samuel Acquah, calciatore ghanese (n. 1943)
- Angelo Enrico Canevari, artista, scultore e scenografo italiano (n. 1929)
- Cesare Tacchi, artista italiano (n. 1940)
- Luigi Devoti, scrittore, medico e fotografo italiano (n. 1931)
- Willie Evans, calciatore ghanese (n. 1939)
- Dursun Ali Eğribaş, lottatore turco (n. 1933)
- Ferdinando Forlai, ingegnere italiano (n. 1925)
- Ginevra Hollander, attrice pornografica italiana (n. 1970)
- Kim Song-ae, politica nordcoreana (n. 1924)
- Hans Krausner, slittinista austriaco (n. 1928)
- Morte di Kris Kremers e Lisanne Froon, olandese (n. 1992)
- Mae Louise Miller, attivista statunitense (n. 1943)
- Isabel Mirrow Brown, ballerina statunitense (n. 1928)
- Papisto Boy, artista senegalese (n. 1951)
- Ferdinand Penker, pittore austriaco (n. 1950)
- Renato Ponzini, ciclista su strada italiano (n. 1932)
- Hajji Bakr, militare iracheno
- Marialfredo Sbriziolo, architetto e docente italiano (n. 1922)
- Gene Stump, cestista statunitense (n. 1925)
- József Tóth, cestista ungherese (n. 1941)
- Raúl Urra, cestista cileno (n. 1930)
- Abu Ahmad al-'Alwani, guerrigliero iracheno (n. 1972)